# ايغور دمير بيهليفان
إيغور دمير بيهليفان (بالتركية: Uğur Demirpehlivan)‏(ولدت في 1963 في إسطنبول)، ممثلة تركية، وهي ممثلة مسرح، ظهرت للمرة الأولى في مسلسل حياة بايلاري في عام 2000. بعد ذلك شاركت بالعديد من المسلسلات التلفزيونية فيما يلي بعض المسلسلات التي شاركت فيها: أجنحة مكسورة، فاتح هاربيه، بابا أوكاي، مريم، الأنشوفة لإجينين.